# Stylidium acuminatum
Stylidium acuminatum este o specie de plante dicotiledonate din genul Stylidium, familia Stylidiaceae, ordinul Asterales.

## Subspecii
Această specie cuprinde următoarele subspecii:
- S. a. acuminatum
- S. a. meridionalis